# 明日的三稜鏡
《明日的三稜鏡》（日語：明日のプリズム）為平野綾的第3張單曲。
由King Records於2006年9月6日發售。
以平野的歌曲來說為首次無搭配作品宣傳的歌曲（non 商業搭配）。從這張單曲開始到現在（2008年），單曲中的B面曲（カップリング曲）皆由黑須克彦作曲。

## 收錄曲
1. 明日的三稜鏡 [3:57]（作詞：こだまさおり／作曲：前澤寬之／編曲：加藤大祐）
2. 喜悅之歌 （日語：ヨロコビの歌）[4:38]（作詞：こだまさおり／作、編曲：黑須克彦）
3. 明日的三稜鏡（off vocal）
4. 喜悅之歌（off vocal）

## 外部連結
- 情報頁 （页面存档备份，存于） - Lantis